# 惡魔的默示錄
《惡魔的默示錄》，高橋美由紀所作的漫畫，全30冊（長鴻版）。2004年時，獲選為台灣國中生的優良課外讀物。

## 主要登場人物

### 神的使徒
藤木沢瑠架
救世主，從小就在修道院由修女所扶養長大。
蕭．Ａ
使徒。死後成為聖遺體，復活後，與瑠架共分壽命。
滝川志門
使徒。
寿美奈子
使徒、女性。
ミスター・Ｊ
使徒。
島田かなえ
使徒。
水沢茂
使徒。
征木勇二
使徒。
ニコル・ラビアナ
使徒。
ジョン・ロスリッジ（ジョン・ロスリッジの死後、ロビン・ロスリッジ）
使徒。
ブルー・グレイ
使徒。
穂高連
最後的使徒。（黑髮）

### 惡魔之子的代表
穂高連
出生後，遭到撒旦的獨子附身。（金髮）
ライ・龍堂寺
ダーク・ブルー
シェリル・グレゴリー・龍堂寺
斎木駿一

## 劇情引用
- 法蒂瑪的三個秘密

## 外部連結
- （日語）http://www.t-miyuki.jp/prof/?key=A02 （页面存档备份，存于）